# A' Katīgoria 1946-1947
La A' Katīgoria 1946-1947 fu la 10ª edizione del massimo campionato di calcio cipriota: l'APOEL vinse il suo sesto titolo.

## Stagione

### Novità
L'Anorthōsis dopo dieci anni tornò a giocare il campionato, portando le squadre partecipanti a sette.

### Formula
Il campionato era formato da sette squadre e non erano previste retrocessioni; furono assegnati due punti in caso di vittoria, uno in caso di pareggio e zero in caso di sconfitta.
Le squadre si incontrarono in gironi di andata e ritorno per un totale di dodici turni.

## Squadre partecipanti
| Club                | Città     | Stadio             | Stagione precedente |
| ------------------- | --------- | ------------------ | ------------------- |
| AEL Limassol        | Limassol  | Stadio GSO         | 4º in A' Katīgoria  |
| Anorthōsis          | Famagosta | Stadio GSE         | non iscritta        |
| APOEL               | Nicosia   | Stadio Vecchio GSP | 2º in A' Katīgoria  |
| EPA Larnaca         | Larnaca   | Stadio Vecchio GSZ | 1º in A' Katīgoria  |
| Lefkoşa Türk        | Nicosia   | Stadio Vecchio GSP | 5º in A' Katīgoria  |
| Olympiakos Nicosia  | Nicosia   | Stadio Vecchio GSP | 6º in A' Katīgoria  |
| Pezoporikos Larnaca | Larnaca   | Stadio Vecchio GSZ | 3º in A' Katīgoria  |

## Classifica finale
|                  | Pos. | Squadra             | Pt | G  | V  | N | P  | GF | GS | DR  |
| ---------------- | ---- | ------------------- | -- | -- | -- | - | -- | -- | -- | --- |
| Cipro (bandiera) | 1.   | APOEL               | 24 | 12 | 12 | 0 | 0  | 44 | 9  | +35 |
|                  | 2.   | EPA Larnaca         | 18 | 12 | 9  | 0 | 3  | 29 | 13 | +16 |
|                  | 3.   | Pezoporikos Larnaca | 11 | 12 | 5  | 1 | 6  | 25 | 27 | -2  |
|                  | 4.   | AEL Limassol        | 10 | 12 | 5  | 0 | 7  | 21 | 25 | -4  |
|                  | 5.   | Lefkoşa Türk        | 9  | 12 | 4  | 1 | 7  | 20 | 30 | -10 |
|                  | 6.   | Anorthōsis          | 8  | 12 | 4  | 0 | 8  | 26 | 37 | -11 |
|                  | 7.   | Olympiakos Nicosia  | 4  | 12 | 2  | 0 | 10 | 19 | 43 | -24 |

### Verdetti
- APOEL campione di Cipro.